# أل ماكليلان
أل ماكليلان (بالإنجليزية: Al McClellan)‏ هو مدرب كرة سلة أمريكي، ولد في 1898، وتوفي في 23 أغسطس 1962.